# لابارا
لابارا (به انگلیسی: Läbara) یک روستا در دهستانسارما، شهرستان ساره در غرب استونی است.